# Bòbila de Vacarisses
La bòbila de Vacarisses o bòbila del Clot de Torroella és una construcció del segle XIX per a la fabricació de maons d'argila per a la construcció de la Companyia del Ferrocarril de Saragossa a Barcelona entre Terrassa i Manresa que va entrar en servei en 1859, i per a la que es va posar en servei la cantera del Mimó i un forn de calç a prop del viaducte del Boixadell i una ferreria al costat de la Masia de l'Orpina. Ubicada darrere de l'Estació de Vacarisses-Torreblanca de RENFE, tot seguint un corriol, hi ha aquesta construcció mig abandonada que consta de coberts sostinguts sobre pilars de maó i que conserva part del forn i una xemeneia. Captaires i indigents, sembla volten per aquest espai en temps de poc fred.